# 下馬中央公園
下馬中央公園（げばちゅうおうこうえん）は、福井県福井市下馬に所在する福井県立の運動公園である。

## 概要

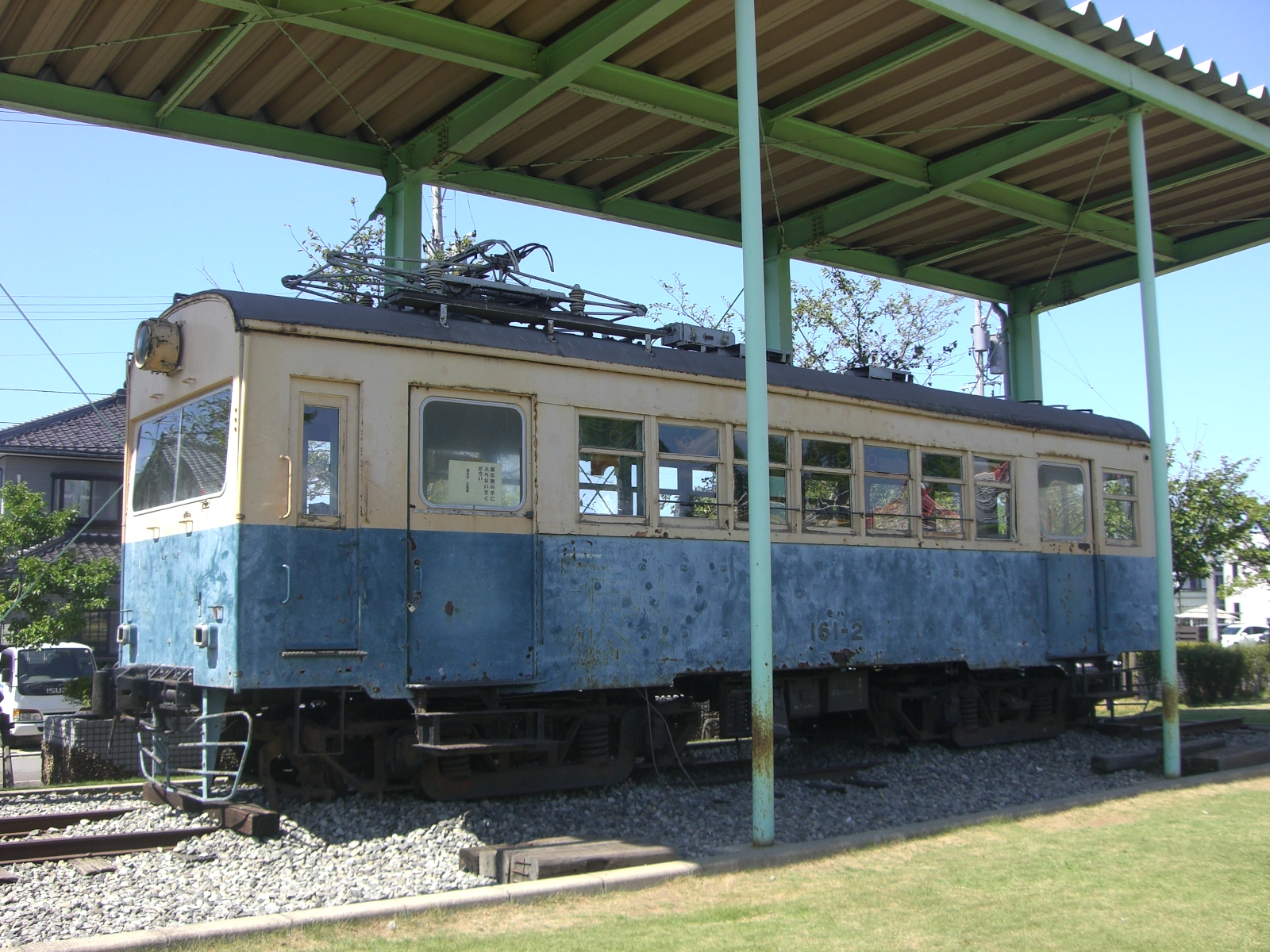

1997年10月1日完成。当時の下馬は水田ばかりで、通行人もいない場所だったという。隣接する福井市美術館も並行して開発が進められたもので、同じ日に開館した。公園の方には1998年3月12日、園内「子供の森」の一角に福井鉄道の電車モハ161号が配置された。この電車は1948年に6月に起きた福井地震で被害を受け、台車やモーターと骨組みしか残っていなかったが復旧された電車である。引退後は車庫で保存されていたが、震災50周年事業の一環としてこの公園に配置されることになった。
公園は土地区画整理事業の一環として作られたため、それまでは市の区画整理2課が担当していたが、この1998年3月に公園課に引き継がれた。江戸時代、福井城に登城する武士はこの地で馬を下り川を下って城に向かっており、それが下馬という地名の由来となったことにちなんで、公園には落水施設など、水を感じさせるデザインで作られていた。しかし維持費不足のため、公園課への移管後は4月末から10月末までのみ水が流れ、それ以外の期間は水を抜かれることになった。
2000年には1月に市が制定したこども憲章の石碑が建立され、小中学生が10年後の自分に宛てた手紙1052通を収めたタイムカプセルが埋められた。
福井鉄道の電車はその後、車体のさびやシートの破れなど痛みがひどくなってきたことから、2014年に福井市が補修することになった。その後、毎年6月に内部の一般公開が行われた。
2021年には福井中央ライオネスクラブが1991年の結成から30年を記念して太陽電池時計を備えた時計塔を公園に寄贈した。

## 設備
福井市のシンボル、フェニックスを模した形のジャングルジムがあることから、地元民には「鳥公園」とも呼ばれている。

## アクセス
- 京福バス
  - 一乗谷・東郷線「下馬」下車。
- コミュニティバスすまいる
  - 南ルート（木田・板垣方面）「板垣」下車。

## 参考・脚注
1. ↑  朝日新聞2008年7月7日福井版 週刊まちぶら第44号 下馬中央公園 福井市 街の別世界は“芸術の森”
2. ↑  中日新聞福井総合版1994年6月22日17面 展示のほかにアトリエも 福井市 美術施設の基本計画
3. ↑  中日新聞福井総合版1997年10月1日19面 福井市美術館 きょうオープン 開館記念展 お出かけを
4. ↑  中日新聞福井版1998年3月13日18面 福井震災の“生き証人”雄姿 福井市 公園に福鉄電車展示
5. ↑  毎日新聞福井版1998年3月13日 福井地震にも耐えた 福井鉄道の「160型」車両を福井市の公園へ移設
6. ↑  「下馬中央公園[福井市] 運転費削減のため落水施設を期間限定に」『日経コンストラクション』1999年12月10日号 98-100ページ
7. ↑  読売新聞2000年4月4日福井28面 10年後の私にメッセージ 子供の手紙をカプセルに 福井中央LC埋設
8. ↑  福井新聞2014年5月24日朝刊24面 福井地震乗り越え市民の足64年 「震災電車」に再び光 下馬中央公園 市補修、復興象徴へ 青木伸介
9. ↑  福井新聞2015年6月16日朝刊24面 福井地震乗り越え市民の足64年 震災電車で復興肌に 記念日控え愛好家団体催し 27日、下馬中央公園 内部を公開
10. ↑  福井新聞2016年6月24日朝刊21面 6・28 記憶伝えよう 震災電車 今年も公開 あす 福井市下馬中央公園 内装 引退時のまま
11. ↑  福井新聞2016年6月27日朝刊2面 震災電車内部を公開 福井地震の節目前に 下馬中央公園 愛好者ら集う
12. ↑  福井新聞2017年6月24日朝刊21面 「震災電車」後世へ 福井地震の歴史遺産 有志が保存団体結成 福井市下馬中央公園 きょう内部公開
13. ↑  福井新聞2021年4月15日朝刊25面 結成30周年で時計塔 下馬中央公園に寄贈 福井中央ライオネスク
14. ↑  朝日新聞2011年5月31日福井版 週刊まちぶら第158号 福井市 下馬町かいわい 田園に立つ知識の殿堂

| スタブアイコン | サブスタブ | この項目は、まだ閲覧者の調べものの参照としては役立たない、福井県に関連した書きかけの項目です。この項目を加筆・訂正などしてくださる協力者を求めています（P:日本の都道府県/福井県）。 |